# General Officer Commanding
General Officer Commanding (GOC) (letteralmente: "Ufficiale Generale Comandante") è il titolo abituale conferito negli eserciti delle nazioni del Commonwealth (e di alcune altre) a un generale (general officer) che detiene una nomina di comando. Così, un generale potrebbe essere il GOC del II Corpo d'Armata (II Corps) o della 7ª Divisione Corazzata (7th Armoured Division) dell'Esercito britannico. Un generale che guidi un comando particolarmente grande o importante potrebbe essere chiamato General Officer Commanding-in-Chief (GOC-in-C) (letteralmente: "Ufficiale Generale Comandante in Capo").
Il termine equivalente per gli ufficiali dell'aeronautica è Air Officer Commanding (AOC).